# Cronologia del fascismo a San Marino
Cronologia del fascismo a San Marino.

## 1922
- 10 agosto, viene fondato il Partito Fascista Sammarinese con Giuliano Gozi.
- ottobre, il quotidiano antifascista Il Nuovo Titano è costretto a chiudere.
- 13 novembre, viene malmenato il socialista Pietro Franciosi e il socialista Gino Giacomini è costretto a fuggire a Roma.

## 1923
- Il Consiglio Grande e Generale viene trasformato nel Consiglio Principe e Sovrano.
- marzo, il Partito Fascista Sammarinese vince le elezioni.
- 1º ottobre, presa totale del potere del fascismo: vengono eletti come capitani reggenti due fascisti.

## 1925
- 16 marzo, con la legge n. 10 nasce la figura del capitano di Castello nominato dal Consiglio Principe e Sovrano.

## 1926
- Elezioni a San Marino vinte dalla lista del Partito Fascista Sammarinese con una piccola rappresentanza di cattolici.
- L'unico partito legale è quello fascista, viene fondato il quotidiano Il Popolo Sammarinese sulla falsariga de Il Popolo d'Italia.

## 1927
- Viene inaugurata l'ara dei Volontari.

## 1932
- 12 giugno, viene inaugurata la ferrovia Rimini-San Marino, ma non (come si legge spesso) "da" Mussolini, che era assente alla cerimonia.

## 1933
- Presunto colpo di Stato antifascista dell'ex capitano reggente Ezio Balducci che scappa a Roma e poi viene consegnato a San Marino e processato in luglio.
- 15 luglio, vengono inasprite le pene contro lo stato del Codice Civile del 1897.
- dicembre, Il Consiglio dei XII ottiene la facoltà di giudicare i reati contro lo stato come il Tribunale speciale per la difesa dello Stato in Italia.

## 1936
- Viene inaugurato il teatro Titano.

## 1943
- 28 luglio cade il fascismo a San Marino.

## 1944
- 4 gennaio, nasce il Fascio Repubblicano di San Marino con sempre a capo Giuliano Gozi.
- 1º maggio vengono arrestati i comunisti Ermenegildo Gasperoni - reduce delle Brigate Internazionali della guerra civile spagnola (1936-'39), Vincenzo Pedini e Antonio Selva per incitamento all'abbandono del lavoro, ma sono rilasciati poco dopo.
- 4 giugno, sono arrestati cinque comunisti riminesi facenti parte del "complotto del cimitero" di Santa Mustiola che consisteva in formare nuclei partigiani nella Repubblica.
- 17-18 settembre, battaglia di Monte Pulito.
- 20 settembre, occupazione alleata di San Marino e caduta definitiva del fascismo.